# Betão pré-esforçado
O betão pré-esforçado (português europeu) ou concreto protendido (português brasileiro) é um tipo de betão armado (concreto armado) mais resistente. Começou a ser desenvolvido no século XVIII, porém só obteve sucesso quando o francês Eugène Freyssinet, em 1928, desenvolveu um método de ultrapassar a fraca resistência à tração que o betão (concreto) possui. A sua aplicação permite a construção de pavimentos e pontes com vãos mais extensos do que aqueles obtidos com o uso do betão armado, possibilitando, ainda, o desenho de elementos estruturais com seções transversais de menor dimensão. Ao se pré-tracionar o aço dos varões, cria-se uma carga que vai comprimir o betão. Esta compressão compensa, depois, parte da tração que o betão experimenta quando carregado, aumentando consideravelmente a sua resistência à mesma. 

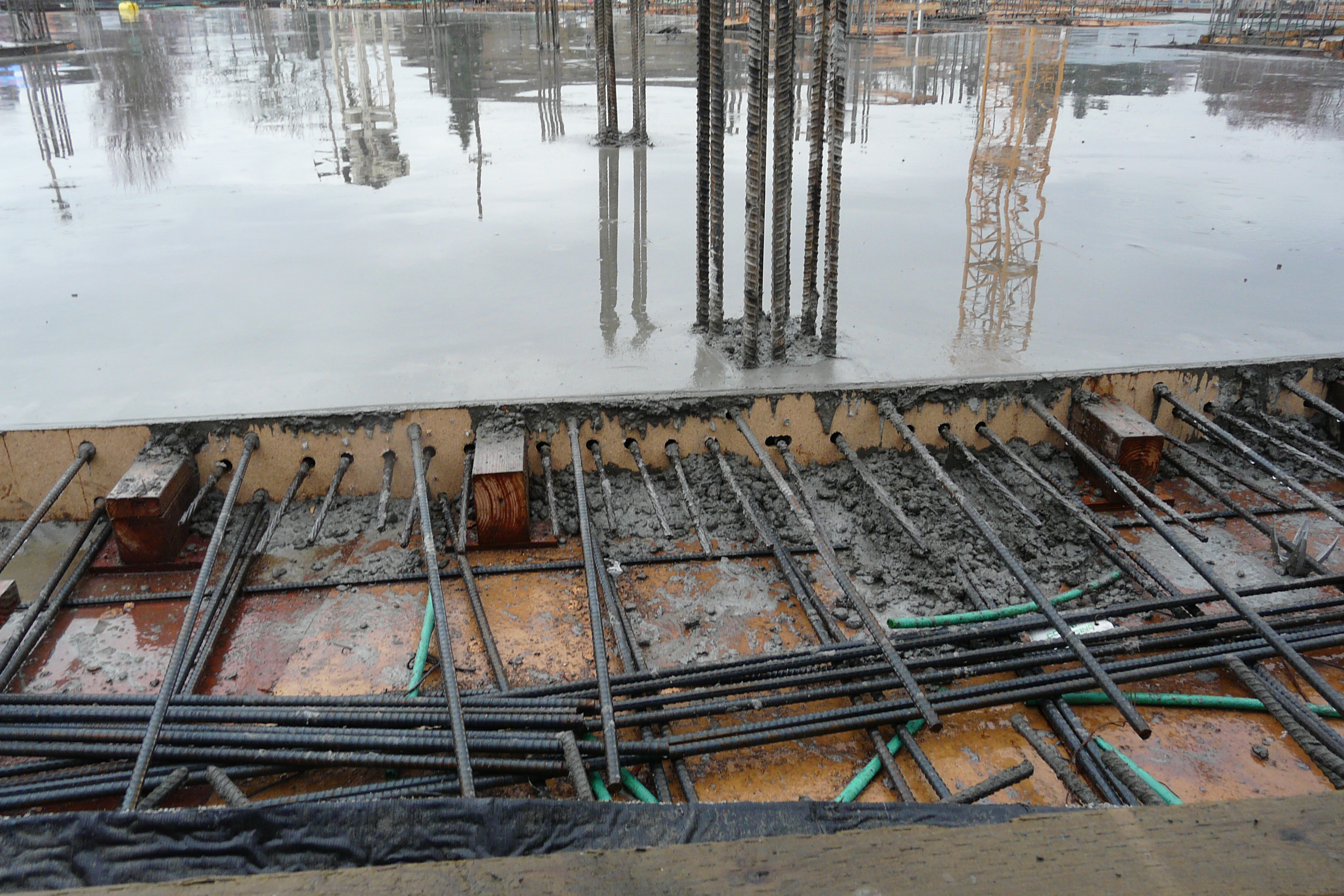
Concreto fresco sobre cabos pós-tensionados

## Técnicas de fabrico
- Betão pré-esforçado (Betão Protendido com pre-tração): o concreto é colocado sobre varões tencionados previamente (normalmente pré-fabricados / pista de protensão);
- Betão pós-tensionado fixo (Betão Protendido com pós-tração / Cordoalha aderida): a tensão é aplicada só após o betão ter atingido uma dada consolidação, através do uso de macacos hidráulicos que tracionam os varões (as cordoalhas), sendo estes, depois, fixados à extremidade da estrutura com detentores adequados (nichos de ancoragem);
- Betão pós-tensionado livre (Betão Protendido com pós-tração / Cordoalha Engraxada): cada cordoalha é acondicionada dentro de uma bainha metálica, recebendo uma cobertura de graxa especial, sendo, assim, possível tensionar cada varão independentemente.